# Antona inconstans
Antona inconstans är en fjärilsart som beskrevs av Butler 1877. Antona inconstans ingår i släktet Antona och familjen björnspinnare. Inga underarter finns listade i Catalogue of Life.